# 坟 (鲁迅)
《坟》是鲁迅的论文集，收录鲁迅在1907年—1925年间所写的论文二十三篇。包括《人之历史》、《文化偏至论》、《摩罗诗力说》、《娜拉走后怎样》、《说胡须》、《论照相之类》、《论他妈的》、《从胡须说到牙齿》等。

## 版本
- 《坟》，1929年由北新书局出版。
- 《鲁迅全集》第1卷，人民文学出版社。